# Георги Добринович
Георги Добринов Добринович е български революционер, адвокат, политик, предприемач и общественик.

## Биография
Роден е в с. Дългошевци, Ломско, през 1858 г. Завършва в Белград гимназия през 1876 г. Участва в Сръбско-турската война от 1876 г. като четник при войводата Дядо Цеко, чийто племенник е. Четник при Панайот Хитов и опълченец по време на Руско-турската война от 1877 – 1878 г.  Околийски управител на Видин след Освобождението. Завършва право в Русия 1881 – 1884 г. Командир на отряд при отбраната на града през 1885 г. по време на Сръбско-българската война. Адвокат във Видин и по-късно в София. Видински депутат в три народни събрания (1884, 1888 и 1911). Занимава се с частно кредитиране и натрупва сериозно богатство. Става дарител на гр. Видин. През 1915 г. срещу него е организирано покушение, но оцелява. Автор на спомени от 1932 г. в които отбелязва: „Благодаря на Всевишния, че запази живота ми през януари 1915 г.“ Умира през 1933 г.
Баща на революционера от ВМОРО – Тодор Добринович. През 1915 година синът е съден за опита за убийството на баща му, но е оправдан поради липса на доказателства.